# Ян Вацек
Ян Вацек (чеськ. Jan Vacek; нар. 10 травня 1976) — колишній чеський тенісист.
Найвищу одиночну позицію світового рейтингу — 61 місце досяг 5 серпня 2002, парну — 115 місце — 25 квітня 2005 року.
Здобув 1 одиночний титул.
Найвищим досягненням на турнірах Великого шолома було 4 коло в одиночному розряді.
Завершив кар'єру 2008 року.

## Фінали Туру ATP
| Легенда                |
| Великий шлем (0)       |
| Tennis Masters Cup (0) |
| Серія Мастерс ATP (0)  |
| Тур ATP (1)            |

### Одиночний розряд (1 перемога)
| Результат | W/L | Дата     | Турнір             | Покриття | Суперник          | Рахунок            |
| --------- | --- | -------- | ------------------ | -------- | ----------------- | ------------------ |
| Перемога  | 1–0 | Вер 2001 | Салвадор, Бразилія | Тверде   | Фернандо Мелігені | 2–6, 7–6(7–2), 6–3 |

### Парний розряд (1 поразка)
| Результат | W/L | Дата     | Турнір                                         | Покриття | Партнер          | Суперники             | Рахунок            |
| --------- | --- | -------- | ---------------------------------------------- | -------- | ---------------- | --------------------- | ------------------ |
| Поразка   | 0–1 | Вер 2004 | Rosmalen Grass Court Championships, Нідерланди | Трава    | Ларс Бургсмюллер | Мартін Дамм Цирил Сук | 3–6, 7–6(9–7), 3–6 |

## Фінали ATP Челленджер і ITF Ф'ючерс

### Одиночний розряд: 20 (12–8)
| Легенда (одиночний розряд)  |
| --------------------------- |
| Тур ATP Челленджер (4–3)    |
| ITF World Tennis Tour (8–5) |

| Фінали за покриттям |
| ------------------- |
| Тверде (6–4)        |
| Ґрунт (5–3)         |
| Трава (0–0)         |
| Килим (1–1)         |

| Результат | В-П  | Дата     | Турнір                           | Рівень     | Покриття | Суперник              | Рахунок            |
| --------- | ---- | -------- | -------------------------------- | ---------- | -------- | --------------------- | ------------------ |
| Перемога  | 1–0  | Лип 1998 | Словенія F2, Порторож            | Ф'ючерс    | Ґрунт    | Ігор Гауді            | без гри            |
| Поразка   | 1–1  | Сер 1998 | Словенія F4, Порторож            | Ф'ючерс    | Ґрунт    | Желько Краян          | 3–6, 3–6           |
| Перемога  | 2–1  | Сер 1998 | Австрія F8, Відень               | Ф'ючерс    | Ґрунт    | Томаш Чатар           | 4–6, 6–4, 7–6      |
| Поразка   | 2–2  | Лип 1999 | Словенія F2, Порторож            | Ф'ючерс    | Ґрунт    | Урос Віко             | 4–6, 2–6           |
| Перемога  | 3–2  | Сер 1999 | Словенія F3, Марибор             | Ф'ючерс    | Ґрунт    | Олівер Марах          | 6–4, 6–3           |
| Поразка   | 3–3  | Сер 1999 | Бельгія F1, Jupille-sur-Meuse    | Ф'ючерс    | Ґрунт    | Олів'є Рохус          | 6–7, 2–6           |
| Перемога  | 4–3  | Жов 1999 | Німеччина F12, Оффенбах-на-Майні | Ф'ючерс    | Тверде   | Томмі Ленго           | 7–6, 6–0           |
| Перемога  | 5–3  | Лют 2000 | Хорватія F1, Загреб              | Ф'ючерс    | Тверде   | Алекс Вітт            | 6–4, 6–3           |
| Поразка   | 5–4  | Кві 2000 | Німеччина F1, Berlin             | Ф'ючерс    | Тверде   | Даніель Ельснер       | 2–6, 5–7           |
| Перемога  | 6–4  | Жов 2000 | Франція F23, Ла-Рош-сюр-Іон      | Ф'ючерс    | Тверде   | Арно Фонтен           | 6–4, 6–2           |
| Перемога  | 7–4  | Гру 2000 | Прага, Чехія                     | Челленджер | Тверде   | Їво Гойбергер         | 6–7(7–9), 7–5, 6–3 |
| Поразка   | 7–5  | Лют 2001 | Гамбург, Німеччина               | Челленджер | Килим    | Мікаель Льодра        | 4–6, 3–6           |
| Перемога  | 8–5  | Тра 2001 | Рокі-Маунт, США                  | Челленджер | Ґрунт    | Рамон Дельгадо        | 7–6(7–0), 7–5      |
| Перемога  | 9–5  | Сер 2001 | Лінц, Австрія                    | Челленджер | Ґрунт    | Маркус Хіпфль         | 1–6, 6–1, 6–2      |
| Поразка   | 9–6  | Бер 2004 | Рексем, Велика Британія          | Челленджер | Тверде   | Денніс ван Схеппінген | 4–6, 1–6           |
| Перемога  | 10–6 | Жов 2005 | Чехія F5, Опава                  | Ф'ючерс    | Тверде   | Віктор Крівой         | 6–3, 6–3           |
| Перемога  | 11–6 | Кві 2006 | Кардіфф, Велика Британія         | Челленджер | Тверде   | Урос Віко             | 7–6(7–5), 1–6, 6–3 |
| Перемога  | 12–6 | Січ 2007 | Австрія F1, Берггайм             | Ф'ючерс    | Килим    | Антал ван дер Дейм    | 6–3, 6–3           |
| Поразка   | 12–7 | Лют 2007 | Хорватія F2, Загреб              | Ф'ючерс    | Тверде   | В'єкослав Скедерович  | 6–7(2–7), 6–7(0–7) |
| Поразка   | 12–8 | Чер 2007 | Пусан, Південна Корея            | Челленджер | Тверде   | Джиммі Ванг           | 3–6, 2–6           |

### Парний розряд: 11 (5–6)
| Легенда (парний розряд)     |
| --------------------------- |
| Тур ATP Челленджер (4–4)    |
| ITF World Tennis Tour (1–2) |

| Фінали за покриттям |
| ------------------- |
| Тверде (3–1)        |
| Ґрунт (2–4)         |
| Трава (0–0)         |
| Килим (0–1)         |

| Результат | В-П | Дата     | Турнір                        | Рівень     | Покриття | Партнер          | Суперники                                 | Рахунок             |
| --------- | --- | -------- | ----------------------------- | ---------- | -------- | ---------------- | ----------------------------------------- | ------------------- |
| Поразка   | 0–1 | Сер 1998 | Словенія F4, Порторож         | Ф'ючерс    | Ґрунт    | Ян Герних        | Петр Ковачка Леош Фридль                  | 3–6, 2–6            |
| Поразка   | 0–2 | Сер 1999 | Словенія F3, Марибор          | Ф'ючерс    | Ґрунт    | Павел Ріга       | Марко Долецек Борут Мартинцевиць          | 5–7, 6–7            |
| Поразка   | 0–3 | Сер 2004 | Трані, Італія                 | Челленджер | Ґрунт    | Мартін Штепанек  | Массімо Бертоліні Алекс Лопес Морон       | 6–2, 4–6, 3–6       |
| Перемога  | 1–3 | Вер 2004 | Ашаффенбург, Німеччина        | Челленджер | Ґрунт    | Ота Фукарек      | Корнель Бардоцький Гергей Кішдєрдь        | 3–6, 6–4, 6–3       |
| Поразка   | 1–4 | Лют 2005 | Белград, Сербія та Чорногорія | Челленджер | Килим    | Лукаш Длоуги     | Ігор Куніцин Орест Терещук                | без гри             |
| Поразка   | 1–5 | Бер 2005 | Сараєво, Боснія і Герцеговина | Челленджер | Тверде   | Лукаш Длоуги     | Міхал Мертиняк Сергій Стаховський         | 7–6(10–8), 2–6, 2–6 |
| Поразка   | 1–6 | Бер 2005 | Сен-Бріє, Франція             | Челленджер | Ґрунт    | Міхал Мертиняк   | Віктор Йоніце Габр'єл Морару              | 1–6, 4–6            |
| Перемога  | 2–6 | Сер 2005 | Віго, Іспанія                 | Челленджер | Ґрунт    | Ларс Юбель       | Гієм Бурнйоль Хосе Антоніо Санчес де Луна | 6–4, 6–3            |
| Перемога  | 3–6 | Лют 2007 | Вроцлав, Польща               | Челленджер | Тверде   | Лукаш Росол      | Міхал Мертиняк Жан-Клод Шеррер            | 7–5, 7–6(7–4)       |
| Перемога  | 4–6 | Лют 2007 | Хорватія F2, Загреб           | Ф'ючерс    | Тверде   | Ярослав Поспішил | Нікола Мектич Ведран Шилєгович            | 6–3, 4–6, 6–3       |
| Перемога  | 5–6 | Кві 2007 | Кардіфф, Велика Британія      | Челленджер | Тверде   | Павел Шнобел     | Веслі Муді Пол Бакканелло                 | без гри             |

## Часовий графік результатів
| W | Ф | ПФ | ЧФ | #Р | КТ | К# | DNQ | A | NH |

### Одиночний розряд
| Турніри Великого шлему                 |     |     |              |              |              |              |              |              |              |        |      |     |
| Відкритий чемпіонат Австралії з тенісу |     | К1р | 1р           | 1р           | 2р           | К1р          |              |              |              | 0 / 3  | 1–3  | 25% |
| Відкритий чемпіонат Франції з тенісу   |     | К1р | 1р           |              | 1р           |              | К1р          |              | К1р          | 0 / 2  | 0–2  | 0%  |
| Вімблдонський турнір                   |     | 1р  | 4р           |              | 1р           |              |              |              | К2р          | 0 / 3  | 3–3  | 50% |
| Відкритий чемпіонат США з тенісу       | К1р | 1р  | 1р           | 1р           | К3р          | К1р          | К3р          | К2р          |              | 0 / 3  | 0–3  | 0%  |
| В-П                                    | 0–0 | 0–2 | 3–4          | 0–2          | 1–3          | 0–0          | 0–0          | 0–0          | 0–0          | 0 / 11 | 4–11 | 27% |
| Тур ATP Мастерс 1000                   |     |     |              |              |              |              |              |              |              |        |      |     |
| Indian Wells Open                      |     |     | К1р          |              |              |              |              |              |              | 0 / 0  | 0–0  | –   |
| Відкритий чемпіонат Маямі з тенісу     |     | К1р | 2р           | 1р           |              |              |              |              |              | 0 / 2  | 1–2  | 33% |
| Гамбург Masters                        |     |     |              |              | К1р          |              |              |              |              | 0 / 0  | 0–0  | –   |
| Мастерс Цинциннаті                     |     |     |              | К1р          |              |              |              |              |              | 0 / 0  | 0–0  | –   |
| Штутгарт                               |     | К1р | Не проводили | Не проводили | Не проводили | Не проводили | Не проводили | Не проводили | Не проводили | 0 / 0  | 0–0  | –   |
| В-П                                    | 0–0 | 0–0 | 1–1          | 0–1          | 0–0          | 0–0          | 0–0          | 0–0          | 0–0          | 0 / 2  | 1–2  | 33% |